# Shams Azar FC
Der Shams Azar Football Club (persisch باشگاه فوتبال شمس‌آذر), auch bekannt als Shams Azar, ist ein 2012 gegründeter iranischer Fußballverein aus Qazvin in der Provinz Qazvin. Aktuell spielt der Verein in der ersten Liga, der Persian Gulf Pro League.

## Erfolge
- Iranischer Zweitligameister: 2022/23  ▲

## Stadion
Der Verein trägt seine Heimspiele im Sardare Azadegan Stadium in Qazvin aus. Das Stadion hat ein Fassungsvermögen von 15.000 Personen.

## Trainer
Stand: Mai 2025
| Trainer               | Nation | von              | bis              |
| --------------------- | ------ | ---------------- | ---------------- |
| Yousef Bakhshizadeh   | Iran   | 7. Dezember 2020 | 20. Mai 2021     |
| Pazvak Karampour      | Iran   | 24. Mai 2021     | 23. Februar 2022 |
| Saeed Daghighi        | Iran   | 23. Februar 2022 | 30. Juni 2024    |
| Maziar Zare           | Iran   | 14. Juli 2024    | 5. August 2024   |
| Vahid Fazeli          | Iran   | 6. August 2024   | 11. August 2024  |
| Saeed Daghighi        | Iran   | 11. August 2024  | 20. Oktober 2024 |
| Mohammadreza Mohajeri | Iran   | 23. Oktober 2024 | 6. Januar 2025   |
| Mehdi Rahmati         | Iran   | 17. Januar 2025  |                  |